# Fatimata Mounkaila
Fatimata Mounkaila, née en 1944 à Dosso, au Sud-Ouest du Niger, est une femme de lettres nigérienne, enseignante-chercheuse honoraire à l'université de Niamey. 

## Biographie
Elle est institutrice, puis exerce comme professeure de français et conseillère pédagogique à l’Institut national de documentation, de recherche et d’animation pédagogique (Niger). Elle soutient en 1983 une thèse de lettres intitulée Mythe et histoire dans la Geste de Zabarkâne sous la direction de Lilyan Kesteloot, à l'université Cheikh-Anta-Diop de Dakar. Elle dirige le lycée Kassai (Niamey), puis elle enseigne la littérature comparée et la littérature française à la faculté des lettres et sciences humaines de l'université Abdou-Moumouni (UAM) de Niamey. Elle prend sa retraite en 2008.

## Recherches

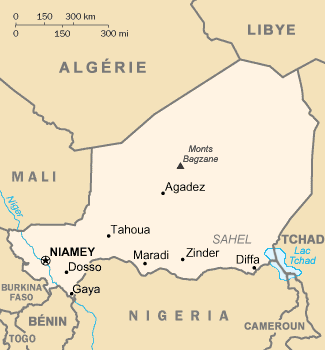
Carte administrative du Niger

Dans sa recherche Mythe et histoire dans la Geste de Zabarkâne, elle analyse sept récits de tradition orale relatant l’épopée de l’ancêtre des Zarmas ainsi que de ses descendants, dans la perspective de diffuser les connaissances sur l'histoire et la culture du peuple zarma, ainsi que les mécanismes qui assurent la permanence et la transmission de cette culture orale.
Elle a publié en 2008 une édition scientifique de la littérature orale songhaï-zarma , sous la forme d'une anthologie intitulée Saveurs sahéliennes. Dans cette perspective, elle a collecté des textes oraux présents dans les archives du Centre d’études historiques et linguistiques de la tradition orale (CEHLTO) ou de l'Institut de recherches en sciences humaines (IRSH, université de Niamey), ou encore des travaux universitaires d'étudiants. Elle bénéficie de la politique culturelle et des institutions mises en place ou développées par le chercheur et personnalité politique Boubou Hama, lui-même ancien premier instituteur nigérien formé à l'école normale William-Ponty (Dakar). Avec plusieurs collègues de l'université de Niamey et grâce à une collaboration scientifique avec l'université de Lausanne, l'université d'État de Pennsylvanie et plusieurs universités françaises, elle impulse en 1994 la création du groupe de recherches « Littérature genre et développement/visions et perspectives nigériennes », qui encadre des étudiants de master pour la collecte de textes oraux, sur le terrain.
Elle coordonne pour le Niger le projet « Des femmes écrivent l’Afrique » (« Women writing Africa »), projet qui rassemblait le Sénégal, le Mali, le Niger, le Burkina Faso, le Ghana, le Nigeria et la Côte d’Ivoire, dans la perspective de publier des textes de femmes. Quatre volumes de textes ont été édités, correspondant à quatre régions géographiques, Sud, Ouest et Sahel, Est et Nord.

## Distinctions
1998 : docteure honoris causa de l'université de Lausanne

## Publications
- Le mythe et l'histoire dans la « Geste de Zabarkâne », Niamey, CELHTO & Paris, Nubia, 1989.
- (Édition) Anthologie de la littérature orale songhay-zarma. Saveurs Sahéliennes, (4 vol.), Paris, L'Harmattan, coll. « Études africaines », 2008.
  - t. 1 : Les textes circonstanciels, appels et mythes d'origine
  - t. 2 : Chants d'intégration sociale, chants initiatiques de circoncision et de mariage, poèmes sur les noms, chants de travail et proverbes
  - t. 3 : Histoire, éthique et idéal, chroniques, épopées, contes et fables édifiantes
  - t. 4 : Textes récréatifs, chants et histoires d'amour, formes théâtralisées des aires de jeux et danses, critique sociale indirecte
- « Ancestors from the East in Sahelo-Sudanese Myth: Dinga Soninké, Zabarkâne Zarma, and Others », avec Jeffrey S. Ankrom, Research in African Literatures, vol. 24, no 2, Special Issue on Oral Literature (Summer, 1993), p. 13-21.
- « Femmes et Politique au Niger : présence et représentations », In Kimba Idrissa, Le Niger: Etat et Démocratie, (p. 353-391), Paris, L’Harmattan, 2001  (ISBN 2-7475-0303-8).